# Сан Дзено ди Монтаня
Сан Дзѐно ди Монта̀ня (на италиански: San Zeno di Montagna; на венециански: San Zen de Montagna, Сан Дзен де Монтаня) е село и община в Северна Италия, провинция Верона, регион Венето. Разположено е на 680 m надморска височина. Населението на общината е 1355 души (към 2015 г.).